# Любой ценой (фильм, 1959)
«Любой ценой» — советский художественный фильм 1959 года режиссёра Анатолия Слесаренко.

## Сюжет
Великая Отечественная война. Подпольщики оккупированного немцами города Николаева захватывают в плен немецкого офицера Швальдера и получают от него важные секретные сведения. Эти сведения срочно нужно передать на Большую землю, но использовать радио нельзя. Задание пробраться через линию фронта и доставить пакет главнокомандующему поручают двум юным пятнадцатилетним разведчикам Вите Остапенко и Шуре Гончару. Пройдя множество испытаний с помощью местных жителей, партизан, советских военнопленных, им удастся выполнить задание и доставить пакет командованию.

## В ролях
- Вова Силуянов — Витя Остапенко
- Виктор Адеев — Шура Гончар
- Ада Войцик — мать Шуры
- Павел Усовниченко — Степан Андреевич
- Ольга Жизнева — Вера Васильевна
- Владимир Кенигсон — Швальдер
- Владимир Пицек — Фриц
- Андрей Файт — Карл
- Михаил Орлов — Приходько, партизан
- Иван Савкин — капитан, военнопленный
- Сергей Петров — Пчёлкин
- Григорий Плужник — член Военного совета
- Юрий Прокопович — разведчик
- Пётр Вескляров — машинист
- Валентин Грудинин — Василь, партизан
- Гиви Тохадзе — грузчик-военнопленный
- Владимир Рудин — раненый военнопленный
- Дмитрий Капка — партизан
- Дмитрий Костенко — партизан
- Таисия Литвиненко — партизанка
- Анна Егорова — старушка-нищенка
- Людмила Карауш — Зина
- Леонид Слисаренко — санитар